# تيتو غوميز
تيتو غوميز هو مغني كوبي، ولد في 30 يناير 1920 في هافانا في كوبا، وتوفي بنفس المكان في 16 أكتوبر 2000.

## وصلات خارجية
- تيتو غوميز على موقع ميوزك برينز (الإنجليزية)
- تيتو غوميز على موقع ديسكوغز (الإنجليزية)